# بایرام (اسکو)
بایرام یکی از روستاهای استان آذربایجان شرقی است که در دهستان باویل بخش مرکزی شهرستان اسکو واقع شده‌است.این روستا ۲۶۷۱ نفر جمعیت دارد.